# 長沼事件
長沼事件（ながぬまじけん）とは印旛県長沼村（現・千葉県成田市長沼）で起きた、長沼の利権を巡る長沼下戻係争の事である。

## 発端
長沼村に隣接する地に、長沼というひょうたん型をした230町歩程の沼が存在し、江戸時代から、長沼村の村民が幕府に年貢を納めることで沼の占有権を得ており、村の大半の村民が漁業で生計を立てていた。周辺の村は、長沼村が独占している長沼の入会地化をめぐり幕末に訴えを起こすなどしていた。明治維新以後の混乱に乗じて、長沼の周辺村々との利害の対立が更に激しくなる。ここに長沼事件が始まる。

## 事件発生から利権回復まで
明治5年（1872年）、周辺の15村が印旛県へ長沼の官有地（国有地）化を申請し、長沼村の意見は聞かず、県の独断で了承してしまう。沼の独占利権を失い、漁業を糧としてきた長沼村民は困窮に陥る事になった。
長沼村は利権を回復しようと県庁へ、小川武平という村の代表が請願しに行くもなかなか聞き入れられずにいた。そんなとき、小川武平が請願へ千葉町に上京したとき、夜店で福澤諭吉の「学問のすゝめ」を購入した。
小川は、本の内容に感銘を受け、福澤に事件の収拾を託そうと上京した。直接福澤と会い、福澤も長沼村の利権回復運動に共鳴したという。その後、福澤は、請願書の案文制作や、当時の権令（県令）柴原和や政府の高官の西郷従道などに書簡を送付し、教示するなどして支援した。こうした尽力もあり、1876年（明治9年）7月、長沼事件は一応解決を見る。しかし、沼は官有地とし、5年ごとの契約で長沼村の借地権を認めるという事になった。
しかし、その後も長沼村は長沼の民有化を目指し運動を展開。福澤も自身が主催する「時事新報」などを通じて長沼村民を支え続け、1900年（明治33年）3月、内務大臣より、正式に無償払い下げの許可が下り、長沼村の利権が回復した。長沼事件解決の翌年、福澤諭吉は脳溢血で倒れ帰らぬ人となった。

## 長沼のその後
1918年（大正7年）3月29日、福澤諭吉の偉業をたたえ、「長沼下戻記念碑」が印旛郡豊住村長沼（現・千葉県成田市長沼）に建立された。その後、長沼は1934年（昭和9年）、ひょうたん型の下の部分（前沼）が干拓事業により干拓され、後の1942年（昭和17年）、沼の上の部分（後沼）が国の食料増産事業により干拓が行われ、排水路工事には満蒙開拓青少年義勇軍1000人と地元民1000人が招集され、1953年（昭和28年）完工した。現在は広大な水田地帯が広がっている。1998年（平成10年）10月「長沼下戻百周年記念碑」が建立され、事件を今に伝えている。